# Conceptismo
Conceptismo, também chamado de Consentidualismo, é uma vertente literária do estilo barroco surgida em meados do século XVII na Espanha. Seu maior representante é o espanhol Quevedo (1580-1645), em obras como Sueños y discursos; tendo também um nome de grande expoente no barroco da língua portuguesa: o padre luso-brasileiro António Vieira (1608-1697), famoso pelos seus sermões.
A literatura conceptista é marcada pelo jogo de ideias (conceitos), onde é construído um raciocínio lógico, racionalista, com retórica aprimorada. Muitas vezes são buscadas respostas para um fenômeno que antes eram atribuídos à obra de Deus.
Repare-se na busca de compreensão de um fato nesse trecho da poesia "Ao Braço do Mesmo Menino Jesus Quando Appareceo", de Gregório de Matos:
| O todo sem a parte não é todo, A parte sem o todo não é parte, Mas se a parte o faz todo, sendo parte, Não se diga, que é parte, sendo todo. |

Algumas figuras de linguagem são muito usadas nas obras literárias conceptistas, a saber:
- Silogismo: É uma dedução que se tira de duas ou mais proposições. Exemplo: "Todo ser humano é mortal (proposição); eu sou um ser humano; logo, sou mortal."

Observe o uso de silogismo neste verso de Gregório de Matos:
| Mui grande é o Vosso amor e o meu delito; Porém pode ter fim todo o pecar, E não o Vosso amor, que é infinito. Essa razão me obriga a confiar Que, por mais que pequei, neste conflito Espero em vosso amor de me salvar. |

No trecho acima, Gregório de Matos afirma em uma proposição que o infinito amor de Deus salva o pecador; depois ele afirma ser um pecador; assim, ele espera ser salvo.
1. ↑  Chevalier, Maxime (1976). «Cuentecillos y chistes tradicionales en la obra de Quevedo. Contribución a una historia del conceptismo». Nueva Revista de Filología Hispánica (1): 17–44. ISSN 0185-0121. Consultado em 7 de fevereiro de 2022